# Хонда, Ёко
Ёко Хонда (яп. 本多 陽子 Хонда Ё:ко) — японская сэйю. 

## Биография
Родилась 15 августа 1983 года в Гумма, Япония. Работает в компании I'm Enterprise.
Её иногда путают с другой сэйю, по имени Хонна Ёко, поскольку запись их фамилий отличается лишь одним иероглифом (соотв. яп. 本多 陽子 и яп. 本名 陽子). За самой Хондой, по двум слогам из её имени и фамилии, закрепилось прозвище «Ёда» («Йода»), в честь магистра Йоды из «Звёздных войн».
Её дебют в аниме состоялся в 2004 году в нескольких эпизодических ролях в сериале Ninin ga Shinobuden. Но известность она получила после сыгранной в том же 2004 году главной роли в сериале Uta~Kata (Татибана Итика). В целом она озвучила роли в нескольких десятках аниме, в том числе достаточно известных; впрочем, ведущих ролей из них немного. Среди таковых, помимо упомянутой героини Uta~Kata, можно назвать роль Маны (яп. 石月 真名, Исидзука Мана) из сериала Sola, и роль Хидаки Мэгуми (яп. 日高 メグミ, Хидака Мэгуми) из сериала Kyo no go no ni (ТВ-версия, 2008 год).
Среди других известных сэйю ей чаще всего приходилось играть с Тамурой Юкари (её коллегой и сэмпаем по фирме I’m Enterprise) и Игути Юкой.
Живёт в Токио. К числу её хобби относится просмотр фильмов, написание песен, бег трусцой. Также может хорошо писать картины. Любимая еда — карри, рамэн, гёдза (тип китайских пельменей).

## Роли в аниме
Некоторые озвученные роли:
- Best Student Council (Хадзуки Ода)
- Code Geass (Usherette)
- Honey and Clover (студентка A (серии 1, 3); медсестра (серия 18)
- Inukami! (Игуса)
- Kashimashi ~Girl Meets Girl~ (Женщина A (серии 2, 3))
- Kyo no go no ni, 2008 (Мэгуми Хидака)
- Nodame Cantabile (Михо (4 серия))
- Noein (Ая Маэда (19 серия))
- Oku-sama wa Mahō Shōjo: Bewitched Agnes (Хироми Касуга)
- Rozen Maiden (Ассистент (3 серия))
- Sola (Мана Исидзуки)
- Strawberry Marshmallow (пятиклассница (2 серия))
- Tonagura! (ученица A (серии 3, 5); член плавательного кружка (1 серия))
- Uta~Kata (Итика Татибана)